# UMF Þór Þorlákshöfn (baloncesto)
El Ungmennafélagið Þór (traducido literalmente como Club Juvenil Thor), conocido como Þór Þorlákshöfn, es la sección de baloncesto masculino del Ungmennafélagið Þór, con sede en la localidad de Þorlákshöfn, Islandia.

## Historia
El 26 de junio de 2021 el Þór logra su primer título de liga al derrotar al Keflavík por 3-1 en las finales

## Palmarés

### Títulos
- Úrvalsdeild karla (Ligas de Islandia)

Campeones (1): 2021
- Supercopa de Islandia (Supercopas de Islandia)

Campeones (2): 2016, 2017
- 1. deild karla (Segunda categoría)

Campeones (1): 2011